# Химера от Арецо
Химерата от Арецо е скулптура, която се счита за най-добрия пример за древно етруско изкуство. Датирана е ок. 400 г. пр.н.е. Британският историк на изкуството Дейвид Ексерджиан описва скулптурата като „една от най-зашеметяващите от всички животински скулптури и върховният шедьовър на етруското бронзово леене“. Изработена изцяло от бронз и с размери 78,5 см височина и дължина 129 см, тя е намерена заедно с малка колекция от други бронзови статуи близо до Порта Сан Лорентино в Арецо, древен етруски и римски град в Тоскана, Италия. Първоначално статуята е била част от по-голяма скулптурна група, представяща битка между химера и гръцкия герой Белерофонт.
Химерата от Арецо вероятно е създадена като оброчен дар на етруския бог на небето Тиния. Статуята става част от колекцията на Козимо I де Медичи, Велик херцог на Тоскана, през 16. век, а в момента се съхранява в Националния археологически музей във Флоренция.